# Cemitério do Alto das Cruzes
O Cemitério do Alto das Cruzes é uma necrópole pública multiconfessional, administrada pelo Governo da Província de Luanda, localizada na cidade de Luanda, na zona da Cidade Alta, mais concretamente no bairro do Miramar. É um dos mais famosos cemitérios de Angola, onde foram enterradas pessoas de grande importância na história da cidade e do país.
O cemitério foi construído no início do século XIX e, desde então, foi diversas vezes reformado e expandido. Desde outubro de 2023 deixou de receber novos sepultamentos por ter sua capacidade permanentemente esgotada.
É uma das principais referências de Angola na área da arte tumular ao lado do Cemitério de Sant'Ana, em Quilamba Quiaxi, e de referência histórica para a nação ao lado do Cemitério dos Reis do Congo, em Mabanza Congo. Por sua importância histórica e artística, o Cemitério do Alto das Cruzes é considerado como parte do patrimônio histórico-cultural da nação desde 26 de maio de 2000.